# 18734 Darboux
18734 Darboux este un asteroid din centura principală de asteroizi.

## Descriere
18734 Darboux este un asteroid din centura principală de asteroizi. A fost descoperit pe 20 iunie 1998 la Prescott (Arizona) de Paul G. Comba. Asteroidul prezintă o orbită caracterizată de o semiaxă mare de 2,65 ua, o excentricitate de 0,12 și o înclinație de 11,3° în raport cu ecliptica.